# Canatha
L'antica Canatha, oggi Qanawat (arabo قنوات), è un villaggio in Siria, situato 7 km. a nord-est di As Suwayda. Sorge a un'altezza di circa 1200 m, vicino a un fiume e circondata da boschi. In età ellenistica poi romana faceva parte della Decapoli, un gruppo di 10 città raggruppate insieme dalle fonti antiche per le affinità linguistiche, culturali e politiche. 

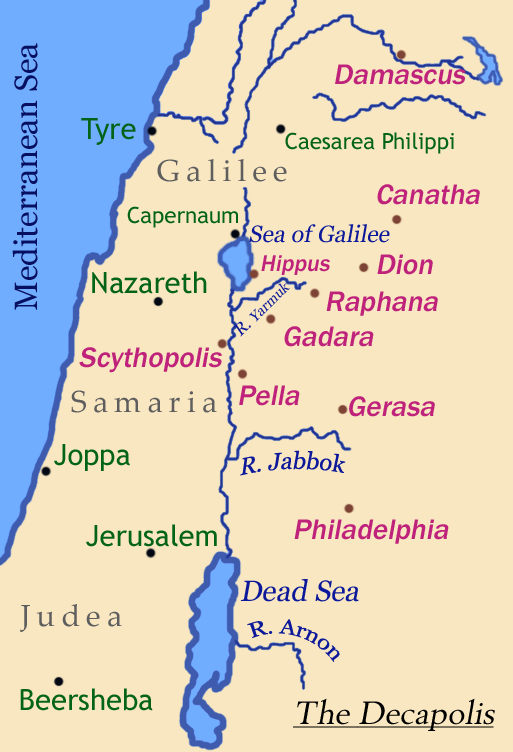
Mappa della Decapoli

## Storia
Qanawat è una delle prime città dell'area del Bashan e Hauran. Probabilmente può essere identificata con la biblica Kenath (ebraico: קְנָת). Forse una testimonianza ancora anteriore viene dall'antico Egitto, in documenti come i testi di esecrazione, secondo gruppo del XX-XIX sec. a.C., e come le lettere di Amarna del XIV sec. a.C..

### Età ellenistica e romana

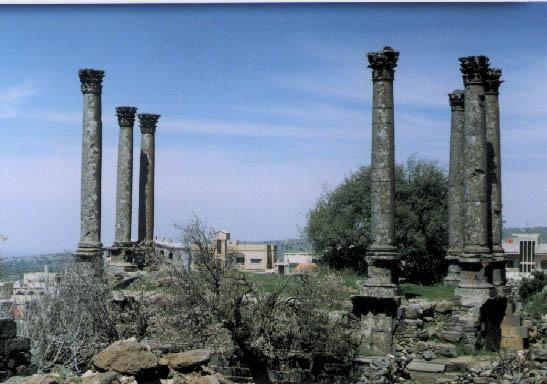
Tempio

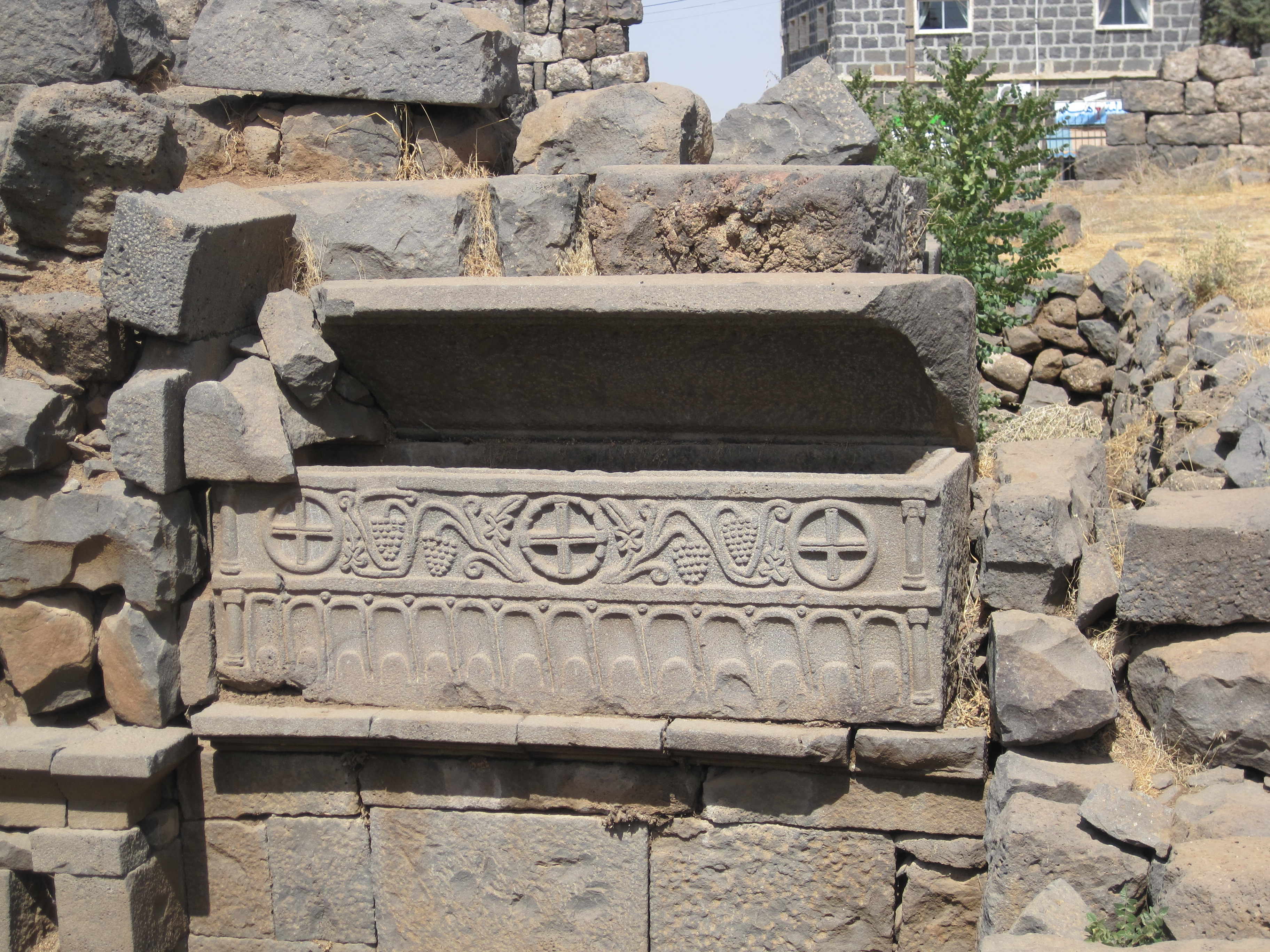
Sarcofago del IV-V secolo nella chiesa

L'antica città romano-ellenistica di Canatha (anche Kanatha, Κάναθα in greco antico), è menzionata per la prima volta durante il regno di Erode il grande (I sec. d.C.), quando le forze Nabatee sconfissero l'esercito giudaico, e rimase motivo di dissidio fra i due contendenti. Dai tempi di Pompeo fino all'impero di Traiano fece parte della Decapoli, un gruppo di città a cui i romani concessero un certo grado di autonomia. Nel primo secolo d.C. fu annessa alla provincia romana di Siria, mentre nel secondo secolo, da Settimio Severo, fu ribattezzata Septimia Canatha, trasformata in colonia romana ed annessa all'Arabia.

### Vescovato
È noto il nome di solo uno dei vescovi di Canatha: un Theodosius che prese parte al secondo concilio di Efeso del 449, al concilio di Calcedonia del 451 e al sinodo contro la simonia che prende il nome dal patriarca di Costantinopoli Gennadio I, nel 459.
Non più residenza vescovile, oggi Canatha è classificata dalla chiesa cattolica come sede titolare.

### Periodo islamico
Canatha rimase centro di diffusione del cristianesimo nella sua zona fino alla conquista musulmana, nel 637, in seguito alla quale perse gradualmente importanza fino a diventare, nel IX secolo, un semplice villaggio.
Nel 1596 Qanawat compare nel registro delle tasse ottomano come parte della nahiya di Badi Nasiyya nel sangiaccato di Hauran. Aveva una popolazione cristiana composta da 5 focolari e una popolazione musulmana di 12 focolari; gli abitanti comprendevano un gruppo stanziale di beduini. Le tasse erano pagate in grano, orzo, foraggi, capre e/o arnie.

## Monumenti

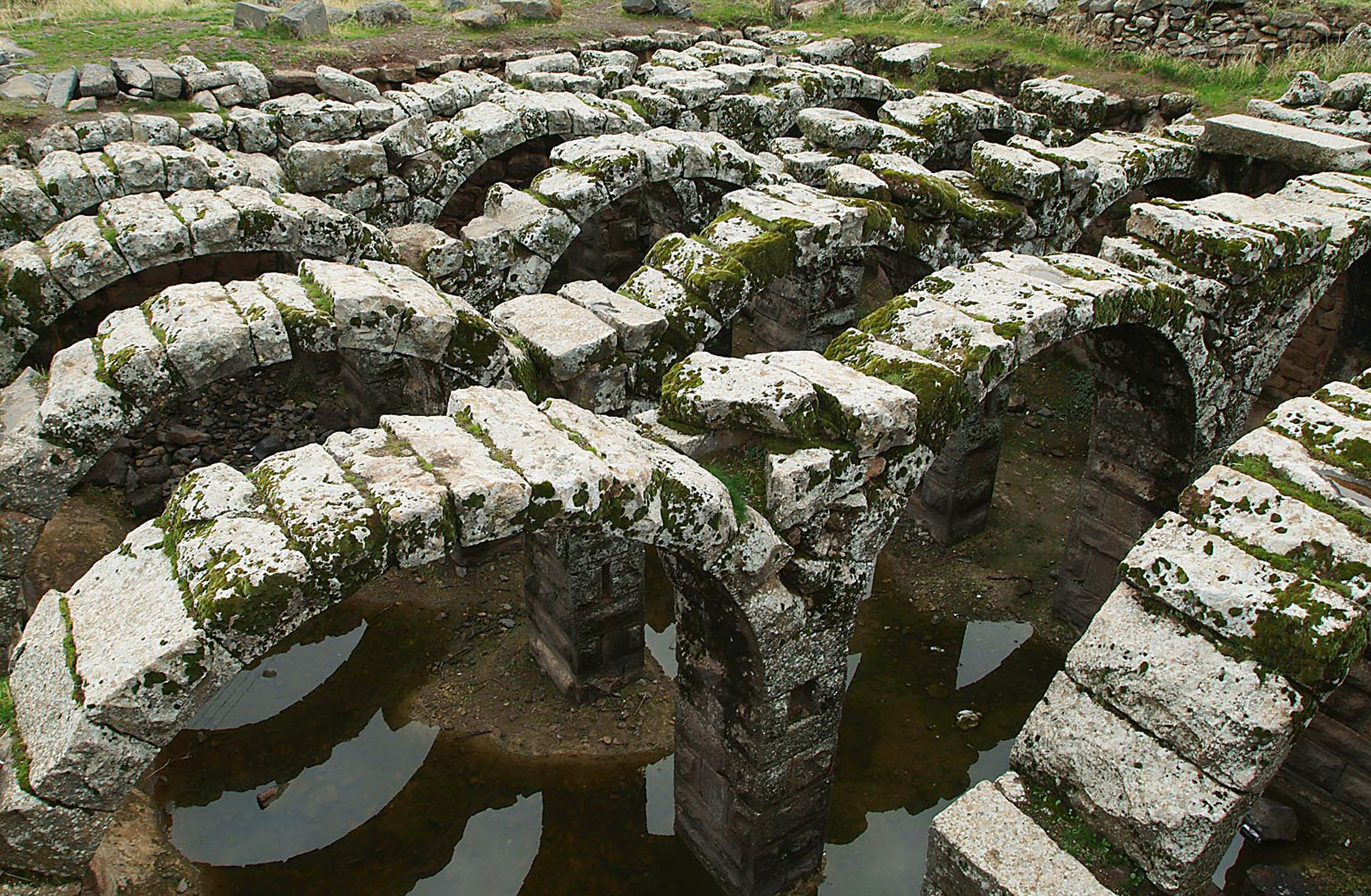
La cisterna romana

Le antiche rovine della città coprono un'area di 1500 m per 750 m. Fra di esse ci sono un ponte romano e un teatro scavato nella roccia, con nove ordini di posti e un'orchestra del diametro di 19 m. Ci sono inoltre un ninfeo, un acquedotto con cisterna, un ampio tempio prostilo con portico e colonnati. A nord-est della città si trova un tempio periptero del tardo II secolo o del primo III secolo, costruito su un'alta piattaforma circondata da un colonnato. Per anni questo tempio fu ritenuto dedicato a Helios, ma un'iscrizione scoperta nel 2002 dimostra che era dedicato a una divinità locale, Rabbos.
Il monumento noto come Es-Serai (anche Seraya, cioè palazzo) risale a circa il secondo secolo d.C. ed era originariamente un tempio, poi divenuto una basilica cristiana nel IV-V secolo; è lungo 22 m e comprende un portico anteriore e un atrio con 18 colonne.